# بال‌توریان بزرگ
بال‌توریان بزرگ (نام علمی: Polystoechotidae) نام یک تیره از راسته بال‌توری‌سانان است.